# Phénoxybenzène
Le phénoxybenzène ou diphényl éther est un composé organique de formule brute C12H10O. Cet éther de phénol est constitué de deux cycles benzéniques liés par une liaison éther-oxyde.

## Production et synthèse
Comme beaucoup d'éther-oxydes, le phénoxybenzène peut être synthétisé par une réaction de type synthèse de Williamson :  le phénol en présence de base forte (donc transformé en phénolate) réagit sur le bromobenzène, la réaction étant catalysée par du cuivre.
PhONa  +  PhBr  →  PhOPh  +  NaBr
Suivant un mécanisme similaire, le phénoxybenzène est un sous-produit important dans l'hydrolyse à haute pression du chlorobenzène pour former du phénol.
Le diphényléther peut également être obtenu par déshydratation intermoléculaire entre deux molécules de phénol. Cette réaction a lieu à 400 °C et en présence d'oxyde de thorium, ThO2.